# Fernando Jiménez
Fernando A. Jiménez Amador (nascido em 14 de março de 1949) é um ex-ciclista olímpico argentino. Jiménez representou sua nação nos Jogos Olímpicos de Verão de 1972, em Munique.